# Сейбаль
Сейбаль, исп. (El) Ceibal, в других языках Seibal — бывший город цивилизации майя, расположенный на обоих берегах реки Ла-Пасьон, на юге провинции Петен, Гватемала.
Поселение на месте Сейбаля возникло в средний предклассический период, около 800 г. до н. э. Важность города выросла около 50 г до н. э., после чего вновь стала постепенно уменьшаться. Город был заброшен в период 500 — 590 гг., и вновь заселён через некоторое время. В 735 г. третий правитель города Дос-Пилас захватил правителя Сейбаля по имени Йичак-Балам и его город, после чего Сейбаль находился под властью Дос-Пиласа около 150 лет. В IX веке н. э. население города стало резко расти, и в какой-то момент достигло около 10 тысяч человек. Город был окончательно покинут в 930 г.
Сейбаль известен как один из крупнейших майяских церемониальных центров, включающий более 600 зданий, среди них — храмы и дворцы, прекрасные каменные стелы.
Сейбаль соперничал с такими крупными городами, как Мачакила на востоке, Дос-Пилас и Агуатека на западе, и Канкуэн на юге. Фактически, Сейбаль доминировал на юге современной провинции Петен в период своего могущества около 700 года. В позднеклассический период в городе было, по данным раскопок, 4 площади, 31 скульптурных монументов, 56 стел, 22 алтаря и 2 поля для игры в мяч.
Среди сейбальских зданий особенно примечательной является Круглая обсерватория, самое древнее здание такого типа у майя. На некоторых стелах видно влияние тольтеков. В главном храме имеется изображение ягуара.

## Правители Сейбаля
- Йичак-Балам (Yich'aak B'alam) («Jaguar Claw») (ранее 735 – после 747)
- Ахав-Бот (Ajaw B'ot) («Правитель D», Ах-Болон-Хабталь, Aj B'olon Haab'tal) (771 – ?)
- Ватуль-Чатель (Wat'ul Chatel) (Ах-Болон-Хабталь, Aj B'olon Haab'tal) (830 – после 889)